# André Prévost
Jean Marie André Prévost, conegut com a André Prévost, (Reims, 26 de març de 1860 − París, 15 de febrer de 1919) fou un tennista francès que va competir per aquest país en els Jocs Olímpics de 1900 celebrats a París. Va guanyar la medalla de bronze en la competició de dobles masculins fent parella amb el seu compatriota Georges de la Chapelle, tot i que en aquella època no es disputava partit pel tercer i quart lloc. També fou finalista al Championnat de France malgrat que en aquella època només era obert a tennistes francesos.
Fill de Nicolas Adolphe Prévost i de Marie Altmeyer, es casà a Lió amb Aimee Louise Marie Balourdet i van tenir cinc fills. És molt probable que tingui relació familiar amb Hélène Prévost, guanyadora de dues medalles d'argent olímpiques (individual i dobles mixtos) en els mateixos Jocs Olímpics, però no s'ha pogut establir amb seguretat.

## Jocs Olímpics

### Dobles
| Any  | Campionat                    | Parella                |
| ---- | ---------------------------- | ---------------------- |
| 1900 | Jocs Olímpics, París, França | Georges de la Chapelle |

## Altres torneigs

### Individual: 1 (0−1)
| Resultat  | Núm. | Any  | Campionat                            | Superfície   | Oponent a la final | Marcador |
| --------- | ---- | ---- | ------------------------------------ | ------------ | ------------------ | -------- |
| Finalista | 1.   | 1900 | Championnat de France, París, França | Terra batuda | Paul Aymé          | 3−6, 0−6 |